# The Fader
The Fader (reso graficamente FADER) è una rivista settimanale statunitense.
Fondata nel 1999, è divenuta la prima pubblicazione ad essere distribuita attraverso iTunes.